# Melloblocco
Melloblocco est une importante compétition de bloc qui a lieu tous les ans en Italie. Elle est réputée être la plus importante rencontre dans cette discipline ce qui a été confirmé par la participation de 2 200 grimpeurs en 2012 (parmi 2 700 pré-enregistrés freinés par la pluie), 2 400 grimpeurs en 2009 ou 2 600 grimpeurs parmi 22 nations en 2011.
Cette compétition se déroule en extérieur dans la région de Val di Mello et a lieu en mai sur de rocher de type granitique. 

## Palmarès
| Année | Dates            | Hommes | Femmes                                                                                            | Réf.      |
| ----- | ---------------- | --- | ------------------------------------------------------------------------------------------------- | --------- |
| 2004  | 8–9 mai          | Chris Sharma | Stefania De Grandi                                                                                | [ PM 3 ]  |
| 2005  | 7–8 mai          | Anthony Lamiche | Giulia Giammarco                                                                                  | [ PM 4 ]  |
| 2006  | 6–7 mai          | Mauro Calibani Anthony Lamiche (2)                                                                                                 | Barbara Zangerl                                                                                   | [ 3 ]     |
| 2007  | 5–6 mai          | Mauro Calibani (2) | Stefania De Grandi (2) Anita Manachino                                                            | [ PM 5 ]  |
| 2008  | 8–11 mai         | Adam Ondra | Barbara Zangerl (2)                                                                               | [ PM 6 ]  |
| 2009  | 7–10 mai         | Adam Ondra (2) | Ioulia Abramtchouk Alexandra Balakireva Olga Bibik Anna Gallyamova Chloé Graftiaux Silvie Rajfovà | [ 4 ]     |
| 2010  | 6–9 mai          | Adam Ondra (3) | Chloé Graftiaux (2)                                                                               | [ 5 ]     |
| 2011  | 5–8 mai          | Gabriele Moroni Adam Ondra (4) | Barbara Zangerl (3)                                                                               | [ PM 1 ]  |
| 2012  | 3–6 mai          | Michele Caminati Anthony Gullsten Alekseï Roubtsov                                                                                 | Shauna Coxsey                                                                                     | [ PM 7 ]  |
| 2013  | 26 avril – 5 mai | Stefano Ghisolfi | Barbara Zangerl (4)                                                                               | [ PM 8 ]  |
| 2014  | 30 avril – 4 mai | Sachi Amma Marcello Bombardi Stefano Ghisolfi (2) Anthony Gullsten (2) Gabriele Moroni (2) Michael Piccolruaz Alekseï Roubtsov (2) | Ioulia Abramtchouk (2) Mélissa Le Nevé                                                            | [ PM 9 ]  |
| 2015  | 30 avril – 3 mai | Stefano Ghisolfi (3) Anthony Gullsten (3) Adam Ondra (5) Martin Stráník                                                            | Janja Garnbret                                                                                    | [ PM 10 ] |
| 2016  | 5–8 mai          | Stefano Ghisolfi (4) | Jenny Lavarda                                                                                     | [ PM 11 ] |

### PlanetMountain
1. 1 2 3  (it) « Melloblocco 2011 – record per il bouldering e la Val Masino », sur www.planetmountain.com, 8 mai 2011 (consulté le 26 mai 2012).
2. ↑  (en) « Melloblocco 2012, a record start », sur planetmountain.com, 2 mai 2012 (consulté le 4 septembre 2012).
3. ↑  (it) « Melloblocco: un grande successo! », sur www.planetmountain.com, 11 mai 2004 (consulté le 26 mai 2012).
4. ↑  (it) Vinicio Stefanello, « Mille e più Melloblocco », sur www.planetmountain.com, 9 mai 2005 (consulté le 26 mai 2012).
5. ↑  (en) « Melloblocco 2007 facts and figures », sur www.planetmountain.com, 8 mars 2007 (consulté le 26 mai 2012).
6. ↑  (it) « Melloblocco... ergo il boulder c'è! », sur www.planetmountain.com, 12 mai 2008 (consulté le 26 mai 2012).
7. ↑  (it) « Melloblocco 2012 la voglia di esserci », sur www.planetmountain.com, 6 mai 2012 (consulté le 26 mai 2012).
8. ↑  (en) « Melloblocco 2013: day ten, goodbye to the Valley », sur www.planetmountain.com, 5 mai 2013 (consulté le 14 mai 2013).
9. ↑  (en) « Melloblocco 2014 », sur www.planetmountain.com, 6 mai 2014 (consulté le 8 mai 2014).
10. ↑  (en) « Melloblocco 2015 », sur www.planetmountain.com, 7 mai 2015 (consulté le 8 mai 2015).
11. ↑  (en) « Melloblocco 2016 », sur www.planetmountain.com, 7 mai 2016 (consulté le 8 mai 2016).

### Autres
1. ↑  « Melloblocco 2012, festival de la pluie », sur kairn.com, 7 mai 2012 (consulté le 26 mai 2012).
2. ↑  « Retour aux sources, le granite du Melloblocco », sur www.petzl.com, 9 mai 2009 (consulté le 26 mai 2012).
3. ↑  (it) « Melloblocco 2006 », sur www.infoboulder.com, 7 mai 2006 (consulté le 26 mai 2012).
4. ↑  (it) « Immagini dal Melloblocco '09 », sur www.up-climbing.com, 11 mai 2009 (consulté le 26 mai 2012).
5. ↑  (it) « Si è concluso il Melloblocco 2010 », sur www.up-climbing.com, 11 mai 2010 (consulté le 26 mai 2012).

- (it) Cet article est partiellement ou en totalité issu de l’article de Wikipédia en italien intitulé « Melloblocco » (voir la liste des auteurs).